# Рихард Руоф
Рихард Руоф (на немски: Richard Ruoff) е немски офицер, служил по време на Първата и Втората световна война.

## Биография

### Ранен живот и Първа световна война (1914 – 1918)
Рихард Руоф е роден на 18 август 1883 г. в Месбах, Германска империя. През 1903 г. се присъединява към армията като офицерски кадет от пехотата. Участва в Първата световна война и до края ѝ е адютант, генералщабен офицер и командир на 3-ти батальон от полка му.

### Междувоенен период
След войната се присъединява към Райхсвера, където служи в различни армейски части. На 1 април 1936 г. е издигнат в чин генерал-майор, а на 1 март 1938 г. в генерал-лейтенант и в същото време началник-щаб на 5-а армейска група.

### Втора световна война (1939 – 1945)
В началото на Втората световна война, през 1940 г. е командир на 5-и корпус дислокиран във Франция. На 8 януари 1942 г. поема командването на 4-та танкова армия, от състава на група армии „А“ сформирана от частите на Група армии „Юг“, по време на лятната офанзива. Между 1 юни 1942 и 24 юни 1943 г. е командир на 17-а армия, също част от група армии „А“. На 3 юни през същата година оглавява командването на Италианския експедиционен корпус (на италиански: Corpo di Spedizione Italiano in Russia), дислокиран в Русия. От юни до юли 1942 г. немската 17-а армия, италианския корпус и румънската 3-та армия са реорганизирани като група армии „Руоф“ (Heeresgruppen Ruoff). От края на юли отново командир на 17-а армия, тъй като италианските части са прехвърлени към група армии „Б“ (Heeresgruppen B).
В края на лятото на 1942 г. групата армии и неговата армия атакуват петролните находища в Кавказ, СССР. Не след дълго, обаче, от декември германските и италианската части по фланговете са унищожени, а 6-а армия попада под обкръжение при Сталинград.
По-късно, преди началото на съветската лятна офанзива група армии „Б“ е принудително изтеглена от южната част на Русия, а Руоф и 17-а армия остават до последно да държат предмостието на река Кубан. На 1 юли 1943 г. е отстранен от командване и до края на войната е зачислен към резерва.

### Следвоенни години
След войната живее в близост до езерото Бодензе, а по-късно и в Тюбинген. Умира на 30 март 1967 г. в Тюбинген, Германия.

## Военна декорация
| - Германски орден „Железен кръст“ (1914) – II (?) и I степен (?) - Сребърни пластинки към ордена Железен кръст (?) – II (?) и I степен (?) - Вюртембергски орден „За заслуга“ (?) | - Вюртембергски орден „Фридрих“ (?) - Германска „Значка за раняване“ (1918) – черна (?) - Рицарски кръст (30 юни 1941) |